# 모터웨이

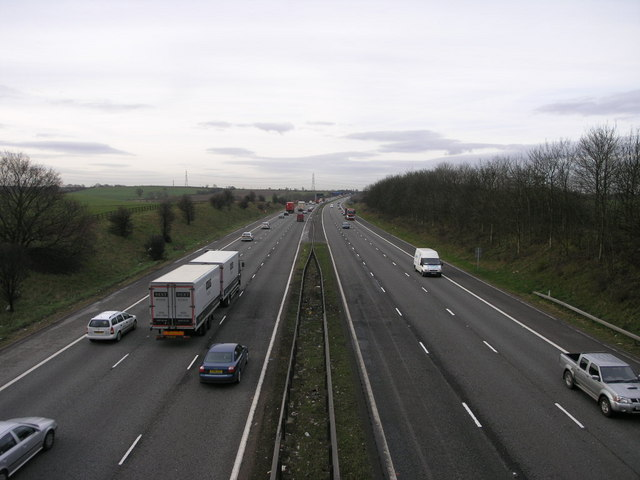

모터웨이(motorway)는 영국의 고속도로로, 나라가 직할로 관리하는 간선도로 가운데 일반국도(Trunk Roads)를 제외한 것을 가리킨다. 노선번호의 선두에 "M"을 붙일 수 있다.
한편, 이외에 지방자치체가 관리하는 자동차전용도로(Local Authority Motorways)도 있어 국제도로연맹(IRF)에서는 이것도 고속도로로 간주하고 있다.

## 요금체계
영국에서는 원칙으로서 도로의 통행은 무료이기 때문에 유료도로는 특수한 터널과 교량 등 일부에 한정되어 있다. 이것은 전후의 영국의 재정사정이 비교적 자주 고속도로 건설을 공공 사업으로서 할 수 있었던 것, 또 소위 일반도로의 정비 수준이 높이, 왕복 분리 교통의 도로도 많기 때문이며, 고속도로를 유료로 하면 고속도로의 이용자가 적어져서 투자 효율의 저하를 초대하는 등의 이유에 따른다. 단, 최근에서는 민간자본의 도입과 기존의 고속도로의 유료화 등의 움직임도 보이고 있다.

## 목록

### 그레이트브리튼 섬
- M1
- M2
- M3
- M4
- M5
- M6
- M6(유료도로)
- M8
- M9
- M11
- M18
- M20
- M23
- M25
- M27
- M32
- M40
- M42
- M45
- M48
- M49
- M50
- M53
- M54
- M55
- M56
- M58
- M60
- M61
- M62
- M65
- M66
- M67
- M69
- M73
- M74
- M77
- M80
- M90
- M180
- M181
- M271
- M275
- M602
- M606
- M621
- M876
- M898